# Jakub Czerwiński
Jakub Czerwiński (ur. 6 sierpnia 1991 w Krynicy-Zdroju) – polski piłkarz występujący na pozycji obrońcy w polskim klubie Piast Gliwice.

## Kariera
Karierę piłkarską zaczynał w drużynie Popradu Muszyna. Później przeniósł się do oddalonej od rodzinnego domu o 600 km Opalenicy. Występował tam w drużynie Promienia, w której zadebiutował w rozgrywkach III ligi. Następnie wrócił do Małopolski, gdzie przez 2 lata występował w drużynie Okocimskiego Brzesko, a następnie przez 4 lata w Termalice Bruk-Bet Nieciecza, gdzie był podstawowym obrońcą. 3 stycznia 2015 roku zawodnik podpisał obowiązujący od 1 lipca kontrakt z Pogonią Szczecin. Klub ze Szczecina podjął działania aby ściągnąć Czerwińskiego już zimą, jednak rozmowy zakończyły się fiaskiem. Stoper pozostał jeszcze przez rundę wiosenną w Termalice, z którą wywalczył awans do Ekstraklasy, a następnie przeniósł się do Pogoni. 

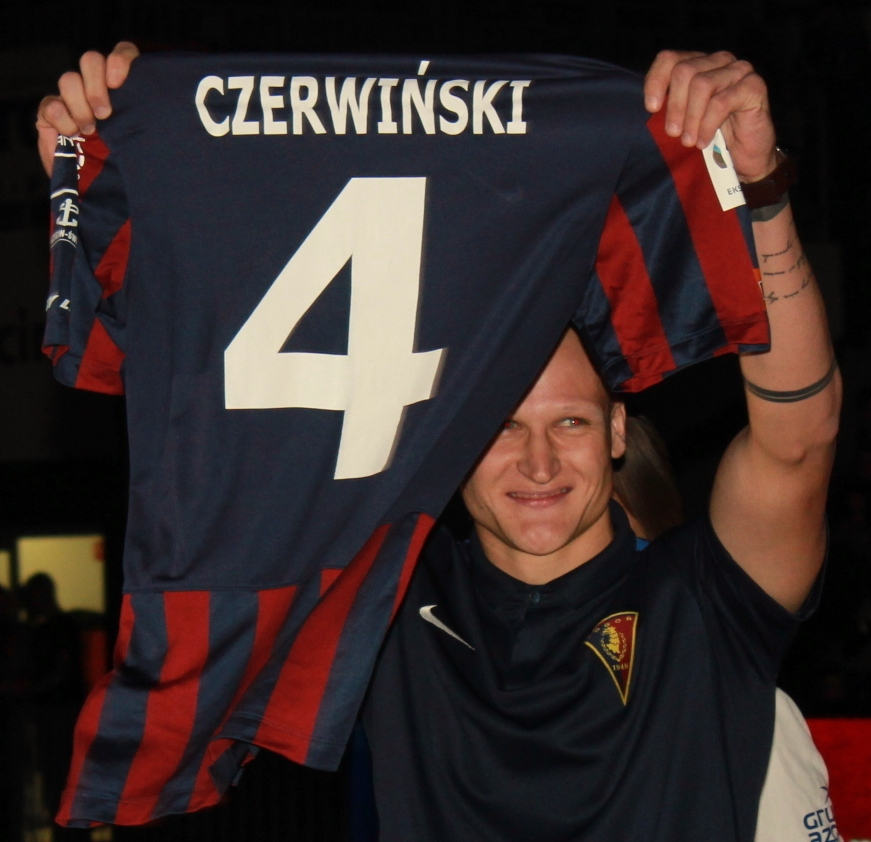
Czerwiński w Pogoni Szczecin

Na najwyższym szczeblu rozgrywkowym zadebiutował w wygranym przez Pogoń meczu pierwszej kolejki przeciw Mistrzowi Polski, Lechowi Poznań (2:1). Pierwszego gola w tej klasie rozgrywkowej Czerwiński strzelił w wygranym meczu 10. kolejki przeciw Jagiellonii Białystok (2:1). Piłkarz w nowym klubie z miejsca stał się podstawowym zawodnikiem - w sezonie 2015/2016 aż do 28. kolejki nie opuścił boiska ani na minutę, a późniejszą przerwę wymusiła kontuzja. Kolejny sezon także rozpoczął w podstawowym składzie Portowców rozgrywając osiem pełnych spotkań. W ostatni dzień okna transferowego, 31 sierpnia 2016, za 500 tys. euro z Pogoni wykupiła Czerwińskiego Legia Warszawa, z którą piłkarz podpisał czteroletni kontrakt.
18 września 2016 w przegranym przez Legię 2:3 z Zagłębiem Lubin strzelił pierwszą bramkę dla warszawskiego zespołu w lidze.
W styczniu 2018 został wypożyczony do końca sezonu 2017/2018 do Piasta Gliwice. 30 maja 2018 gliwicki klub aktywował klauzulę pierwokupu i piłkarz przeniósł się na stałe do śląskiego klubu.

## Statystyki kariery klubowej
(aktualne na dzień 25 lipca 2019)
| Klub                         | Sezon              | Liga               | Liga  | Liga   | Puchar | Puchar | Europa | Europa | Inne  | Inne   | Suma  | Suma   |
| Klub                         | Sezon              | Liga               | Mecze | Bramki | Mecze  | Bramki | Mecze  | Bramki | Mecze | Bramki | Mecze | Bramki |
| ---------------------------- | ------------------ | ------------------ | ----- | ------ | ------ | ------ | ------ | ------ | ----- | ------ | ----- | ------ |
| Promień Opalenica            | 2008/2009          | III liga           | 25    | 0      | 3      | 0      | —      | —      | —     | —      | 28    | 0      |
| Okocimski KS Brzesko         | 2009/2010          | II liga            | 15    | 0      | 2      | 0      | —      | —      | —     | —      | 17    | 0      |
| Okocimski KS Brzesko         | 2010/2011          | II liga            | 25    | 3      | 1      | 0      | —      | —      | —     | —      | 26    | 3      |
| Okocimski KS Brzesko         | Ogólnie            | Ogólnie            | 40    | 3      | 3      | 0      | —      | —      | —     | —      | 43    | 3      |
| Termalica Bruk-Bet Nieciecza | 2011/2012          | I liga             | 23    | 1      | 0      | 0      | —      | —      | —     | —      | 23    | 1      |
| Termalica Bruk-Bet Nieciecza | 2012/2013          | I liga             | 33    | 0      | 2      | 0      | —      | —      | —     | —      | 35    | 0      |
| Termalica Bruk-Bet Nieciecza | 2013/2014          | I liga             | 28    | 3      | 0      | 0      | —      | —      | —     | —      | 28    | 3      |
| Termalica Bruk-Bet Nieciecza | 2014/2015          | I liga             | 32    | 2      | 1      | 1      | —      | —      | —     | —      | 33    | 3      |
| Termalica Bruk-Bet Nieciecza | Ogólnie            | Ogólnie            | 116   | 6      | 3      | 1      | —      | —      | —     | —      | 119   | 7      |
| Pogoń Szczecin               | 2015/2016          | Ekstraklasa        | 33    | 1      | 1      | 0      | —      | —      | —     | —      | 34    | 1      |
| Pogoń Szczecin               | 2016/2017          | Ekstraklasa        | 7     | 0      | 1      | 0      | —      | —      | —     | —      | 8     | 0      |
| Pogoń Szczecin               | Ogólnie            | Ogólnie            | 40    | 1      | 2      | 0      | —      | —      | —     | —      | 42    | 1      |
| Legia Warszawa               | 2016/2017          | Ekstraklasa        | 8     | 1      | 0      | 0      | 4      | 0      | 0     | 0      | 12    | 1      |
| Legia Warszawa               | 2017/2018          | Ekstraklasa        | 4     | 0      | 2      | 0      | 1      | 1      | 0     | 0      | 7     | 1      |
| Legia Warszawa               | Ogólnie            | Ogólnie            | 12    | 1      | 2      | 0      | 5      | 1      | 0     | 0      | 19    | 2      |
| Piast Gliwice (wyp.)         | 2017/2018          | Ekstraklasa        | 15    | 1      | 0      | 0      | —      | —      | —     | —      | 15    | 1      |
| Piast Gliwice                | 2018/2019          | Ekstraklasa        | 36    | 3      | 1      | 1      | —      | —      | —     | —      | 37    | 4      |
| Piast Gliwice                | 2019/2020          | Ekstraklasa        | 0     | 0      | 0      | 0      | 3      | 2      | 1     | 0      | 4     | 2      |
| Piast Gliwice                | Ogólnie            | Ogólnie            | 51    | 4      | 1      | 1      | 3      | 2      | 1     | 0      | 56    | 7      |
| Ogólnie w karierze           | Ogólnie w karierze | Ogólnie w karierze | 284   | 15     | 14     | 2      | 8      | 3      | 1     | 0      | 307   | 20     |

## Sukcesy

### Legia Warszawa
- Mistrzostwo Polski: 2016/2017, 2017/2018
- Puchar Polski: 2017/2018

### Piast Gliwice
- Mistrzostwo Polski: 2018/2019